# Gmina Piaseczno
Die Gmina Piaseczno ist die bevölkerungsreichste Stadt-und-Land-Gemeinde in Polen. Sie liegt im Powiat Piaseczyński der Woiwodschaft Masowien und hat mehr als 84.000 Einwohner. Sitz des Powiat und der Gemeinde ist die gleichnamige Stadt mit etwa 48.300 Einwohnern.

## Geographie

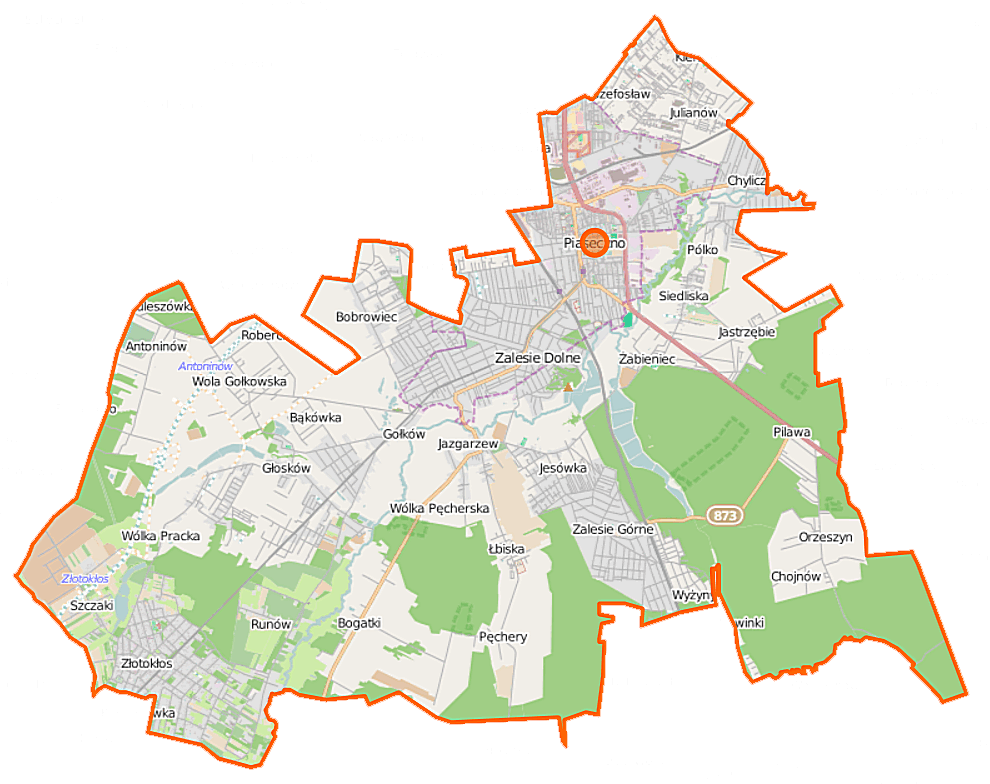
Karte der Gemeinde

Nachbargemeinden sind die Hauptstadt Warschau im Norden, Konstancin-Jeziorna im Nordosten, Góra Kalwaria im Südosten, Prażmów im Süden, Tarczyn im Südwesten und Lesznowola im Nordwesten.
Die Gemeinde hat eine Fläche von 128,2 km², die zu 56 Prozent land- und zu 26 Prozent forstwirtschaftlich genutzt wird.

## Geschichte
Die Landgemeinde wurde 1973 aus verschiedenen Gromadas neu gebildet. Stadt- und Landgemeinde wurden 1990/1991 zur Stadt-und-Land-Gemeinde vereinigt. Das Gemeindegebiet kam 1975 von der Woiwodschaft Warschau zur verkleinerten Woiwodschaft gleichen Namens, der Powiat wurde aufgelöst. Zum 1. Januar 1999 kam die Gemeinde zur Woiwodschaft Masowien und der Powiat Piaseczyński wurde wieder gebildet.

## Gliederung
Zur Stadt-und-Land-Gemeinde (gmina miejsko-wiejska) Piaseczno gehören neben der Stadt 35 Dörfer und Siedlungen mit 32 Schulzenämtern (sołectwa):
Antoninów Kuleszówka
Bąkówka
Baszkówka
Bobrowiec
Bogatki
Chojnów
Chylice
Chyliczki
Głosków
Głosków-Letnisko
Gołków
Grochowa-Pęchery
Henryków-Urocze
Jastrzębie
Jazgarzew
Jesówka
Józefosław
Julianów
Kamionka
Łbiska
Mieszkowo
Orzeszyn Pilawa
Robercin
Runów
Siedliska
Szczaki
Wola Gołkowska
Wólka Kozodawska
Wólka Pracka
Żabieniec
Zalesie Górne
Złotokłos
Kleinere Orte und Weiler sind Chylice-Pólko, Karolin, Leśniczówka na Zielonym, Nowinki, Pęchery, Pilawa, Runów und Wólka Pęcherska.

## Verkehr
Die Landesstraße DK79 und die Woiwodschaftsstraßen DW721, DW722 und DW873 führen durch das Gemeindegebiet. An der Bahnstrecke Warschau–Radom liegen der Bahnhof Piaseczno und der Haltepunkt Zalesie Górne. Der internationale Flughafen Warschau ist etwa 20 Kilometer entfernt.